# Aarón Cometopulo
Aarón (en búlgaro: Арон) fue un noble búlgaro, hermano del emperador Samuel de Bulgaria y el tercer hijo del conde (comes) Nicolás, duque de Sofía. Después de la caída de la parte oriental del país bajo la ocupación bizantina en 971, él y sus tres hermanos David, Moisés y Samuel continuaron la resistencia hacia el oeste. Ellos fueron llamados Cometopuli y gobernaron el país en conjunto, ya que los herederos legítimos al trono, Boris II y Romano estaban presos en Constantinopla. La residencia de Aarón fue Sofía situado en la carretera principal entre Constantinopla y Europa occidental. Él tenía que defender la zona de las invasiones enemigas y atacar los territorios bizantinos en Tracia.

## Traición y muerte
En 976 en el comienzo de la gran campaña contra el Imperio bizantino, los dos hermanos mayores David y Moisés murieron, pero los búlgaros lograron grandes éxitos incluyendo el retorno del noreste de Bulgaria. Durante ese tiempo, el emperador bizantino Basilio II tuvo que luchar tanto contra los búlgaros como con la peligrosa rebelión bajo Bardas Esclero y, por tanto, volvió al medio habitual de la política bizantina: la conspiración.
Su atención se concentró con Aarón, que era más peligroso en ese momento debido a la proximidad de su zona de asiento con Tracia, y debido a su ambición de gobernar sobre Bulgaria solo, lo que hizo posible una paz provechosa para ambos, Aarón y Basilio. El noble búlgaro pidió la mano de la hermana del emperador. Basilio y él estuvieron de acuerdo, pero aquel trató de engañar a Aarón y le envió la esposa de uno de sus nobles y al obispo de Sevast. Sin embargo el intento de engaño fue revelado y el obispo fue asesinado, pero las negociaciones continuaron a pesar de eso. Al final Samuel se enteró de las negociaciones secretas y el 14 de junio de 976, Aarón junto con todos sus familiares fueron ejecutados en las inmediaciones de Dupnitsa. Solo su hijo mayor Iván Vladislav, quien finalmente se convirtió en el último emperador del Imperio fue salvado debido a la vindicación del hijo de Samuel Gabriel Radomir. Irónicamente, Iván Vladislav asesinó a su salvador 39 años después.